# Linda Danielsson
Linda Malin Danielsson, född Johansson 5 mars 1980 i Erska församling i Älvsborgs län, är en svensk socialdemokratisk politiker.
Linda Danielsson växte upp i Sollebrunn i Alingsås kommun och kom till Mullsjö kommun 2004. Där arbetade hon inom hemtjänsten från 2005 och som undersköterska från 2007. Hon blev ledamot av kommunfullmäktige samt barn- och utbildningsnämnden i Mullsjö kommun 2010 samt ersättare i kommunstyrelsen och ledamot av tekniska utskottet 2012. Efter valet 2014 blev hon kommunalråd och ordförande i kommunstyrelsen där. Hon efterträdde Henrik Jansson. Hon lämnade uppdraget i september 2021.
Hon är bosatt i Sandhem och gift med Micael Danielsson (född 1979).